# Толбот, Джон, 2-й граф Шрусбери
Джон Толбот, 2-й граф Шрусбери, 2-й граф Уотерфорд, 8-й барон Толбот (англ. John Talbot, 2st Earl of Shrewsbury; ок. 1417 — 10 июля 1460) — английский дворянин и военный, 2-й лорд верховный стюард Ирландии (1453—1460), лорд-казначей Англии (1456—1458), старший сын Джона Толбота, 1-го графа Шрусбери (1390—1453) от первого брака с Мод Невилл, 6-й баронессой Фёрниволл (1372—1423), дочерью сэра Томаса Невилла, 5-го барона Ферниволла.

## Биография
Джон родился в замке Шеффилд около 1417 года. Стал рыцарем в 1426 году. В 1430-х — 1440-х годах участвовал в Столетней войне в составе армии, которой командовал его отец. Его отец погиб в 1452 году, после чего Джон унаследовал его владение и титулы. В 1456—1458 годах Толбот был лордом-казначеем Англии. В 1457 году он стал рыцарем Ордена Подвязки.
Во время Войны Алой и Белой розы Джон держал сторону Ланкастеров. Он погиб в битве при Нортгемптоне 10 июля 1460 года, после чего его владения и титулы унаследовал старший сын Джон Толбот, 3-й граф Шрусбери.

## Семья
Жена: с 1444 года леди Элизабет Батлер (ок. 1426 — 8 сентября 1473), дочь Джеймса Батлера, 4-го графа Ормонда (1393—1452), и Джоан де Бошан (1396—1430). У них было семеро детей:
- Энн Толбот (ок. 1445 — 17 мая 1494), 1-й муж — сэр Герни Вернон, 2-й муж — Ральф Ширли
- Джон Толбот, 3-й граф Шрусбери (12 декабря 1448 — 28 июня 1473), преемник отца
- сэр Джеймс Толбот (ок. 1450 — 2 сентября 1471).
- сэр Гилберт Толбот из Графтона[англ.] (1452 — 16 августа 1517 или 19 сентября 1518)
- Кристофер Толбот (ок. 1454 — после 1474), ректор в Крайстчерче, Шропшир.
- Сэр Джордж Толбот (род. ок. 1456)
- Маргарет Толбот (род. ок. 1460), жена Томаса Чаворта.